# 星龍太
星 龍太（ほし りゅうた 1987年6月1日 - ）は、東京都葛飾区出身のフットサル選手。フウガドールすみだ所属。ポジションはフィクソ。日本代表。同じく日本代表の星翔太は実兄。

## 経歴
兄の星翔太と同じく暁星小学校、暁星中学校・高等学校出身。日本大学へ進学後に兄の誘いでフットサルを始めた。
FUGA TOKYOでは2009年に全日本フットサル選手権大会(PUMA CUP)優勝。この時の監督は須賀雄大であり、チームメイトには兄の翔太や佐藤亮などがいた。フウガすみだに入団したばかりの頃は須賀監督曰く「強いて言えばダイレクトパスが上手い選手」に過ぎなかったが、2010年のFUTSAL地域チャンピオンズリーグの表彰式では大仁邦彌COOが「あいつ面白いな」と語る選手に成長した。2009年9月には地域リーグ勢として唯一日本代表候補に選出された。
2011年に名古屋オーシャンズに移籍したが出場機会は少なく、2012年に府中アスレティックフットボールクラブに移籍。主力として26試合出場6得点でプレーオフ進出に貢献したが、シーズン終盤に左膝靱帯断裂の重傷を負った。
2013年4月には東京・表参道で結婚式を挙げ、2013年には再び名古屋オーシャンズに移籍。ケガの影響もあって2013-14シーズンは8試合の出場に終わった。2014年8月には日本代表候補に選出され、9月の静岡合宿に参加した。ミゲル・ロドリゴ監督は「パワーがあり、滝田学のように身体でしっかり勝負できる選手。戦えるフィクソ」と星の印象を語っている。2009年の招集時は若手中心の合宿だったため、2014年の招集が「日本代表初選出」とされることもある。2016年より名古屋オーシャンズ主将。
2022年、古巣であるフウガドールすみだに移籍した。

## 所属クラブ
サッカー
- 暁星中学校・高等学校

フットサル
- 2008-2011 FUGA TOKYO（関東リーグ）
- 2011-2012 名古屋オーシャンズ
- 2012-2013 府中アスレティックフットボールクラブ
- 2013-2022 名古屋オーシャンズ
- 2022- フウガドールすみだ

## タイトル
FUGA TOKYO
- 関東フットサルリーグ : 2008年、2009年
- FUTSAL地域チャンピオンズリーグ : 2010年、2011年
- 全日本フットサル選手権大会(PUMA CUP) : 2009年

名古屋オーシャンズ
- AFCフットサルクラブ選手権 : 2014年
- Fリーグ : 2013-14、2014-15
- Fリーグ オーシャンカップ : 2014年

## 個人成績
| 国内大会個人成績 | 国内大会個人成績 | 国内大会個人成績 | 国内大会個人成績 | 国内大会個人成績 | 国内大会個人成績 | 国内大会個人成績 | 国内大会個人成績 | 国内大会個人成績 | 国内大会個人成績 | 国内大会個人成績 | 国内大会個人成績 |
| 年度             | クラブ           | 背番号           | リーグ           | リーグ戦         | リーグ戦         | リーグ杯         | リーグ杯         | オープン杯       | オープン杯       | 期間通算         | 期間通算         |
| 年度             | クラブ           | 背番号           | リーグ           | 出場             | 得点             | 出場             | 得点             | 出場             | 得点             | 出場             | 得点             |
| 日本             | 日本             | 日本             | 日本             | リーグ戦         | リーグ戦         | オーシャン杯     | オーシャン杯     | 全日本選手権     | 全日本選手権     | 期間通算         | 期間通算         |
| ---------------- | ---------------- | ---------------- | ---------------- | ---------------- | ---------------- | ---------------- | ---------------- | ---------------- | ---------------- | ---------------- | ---------------- |
| 2011-12          | 名古屋           | 5                | Fリーグ          | ??               | ?                |                  |                  |                  |                  |                  |                  |
| 2012-13          | 府中             | 15               | Fリーグ          | ??               | ?                |                  |                  |                  |                  |                  |                  |
| 2013-14          | 名古屋           | 5                | Fリーグ          | 8                | 0                |                  |                  |                  |                  |                  |                  |
| 2014-15          | 名古屋           | 5                | Fリーグ          | 24               | 7                |                  |                  |                  |                  |                  |                  |
| 2015-16          | 名古屋           | 5                | Fリーグ          |                  |                  |                  |                  |                  |                  |                  |                  |
| 通算             | 日本             | 日本             | Fリーグ          |                  |                  |                  |                  |                  |                  |                  |                  |
| 通算             | 日本             |                  |                  |                  |                  |                  |                  |                  |                  |                  |                  |
| 総通算           |                  |                  |                  |                  |                  |                  |                  |                  |                  |                  |                  |